# Kósiv
Kósiv (ucraniano: Ко́сів; polaco: Kosów) es una ciudad ucraniana, capital del raión homónimo en la óblast de Ivano-Frankivsk.
En 2021, la ciudad tenía una población de 8463 habitantes. Es sede de un municipio con una población municipal total de más de treinta mil habitantes, que incluye como pedanías los siguientes 14 pueblos: Babyn, Verbovets, Hórod, Mykýtyntsi, Pistyn, Richka, Smodna, Snidavka, Sokolivka, Stari Kósiv, Cherhánivka, Shépit, Shéshory y Yávoriv. El municipio se formó en 2020 mediante la fusión del ayuntamiento urbano de Kósiv (que hasta entonces no tenía pedanías) con los 14 consejos rurales vecinos donde tenían sus ayuntamientos dichos pueblos.
Se ubica en pleno parque natural nacional de Hutsulshchyna, a medio camino entre Kolomyya y Verjovyna sobre la carretera R24. Al noreste sale la carretera T0909, que lleva a Sniatyn. Junto con varias de sus pedanías, forma una conurbación en torno al río Rýbnytsia con una población total de unos trece mil habitantes.

## Historia
Se conoce la existencia del pueblo en documentos desde 1424, cuando se menciona en documentos de Švitrigaila; sin embargo, tiene su origen en la actual pedanía de Stari Kósiv, ubicada en la parte oriental de su conurbación, cuya existencia se conoce desde el siglo XIV. En 1560, la República de las Dos Naciones estableció cerca de aquí un miasteczko llamado "Rykiv", conocido por sus depósitos de sal. Rykiv duró muy pocos años, ya que fue destruido por las tropas de Jerzy Jazłowiecki, que obtuvo el señorío de Kósiv y estableció aquí un nuevo miasteczko desde el que dirigir la extracción de sal. En las décadas siguientes, estuvo en manos de diversas familias nobles, formando la sede de una vólost. En los siglos XVII-XVIII se desarrolló como un núcleo comercial y artesanal, al llenarse el centro de la localidad de nuevos pobladores judíos, lo que provocó varios ataques de los campesinos insurgentes (opryshky).
En la partición de 1772 pasó a formar parte del Imperio Habsburgo, que acabó con la privatización de la extracción de la sal y estableció que dicha actividad estaría sometida al control estatal. En 1867, Kósiv obtuvo el título de ciudad, pasando a ser la sede del powiat más meridional del reino de Galitzia y Lodomeria, con un territorio distrital que limitaba al oeste con el reino de Hungría y al este con el territorio de Bucovina. En 1919 pasó a formar parte de la Segunda República polaca, que entre 1929 y 1934 amplió el casco urbano de la ciudad, al integrar en su territorio partes de los pueblos vecinos con los que forma conurbación. En 1939 pasó a formar parte de la RSS de Ucrania. Tras la disolución de la Unión Soviética, recibió en 2001 el título de ciudad histórica y en 2004 el de ciudad turística.